# Sani Kaita
Sani Haruna Kaita (Kano, 2 maggio 1986) è un ex calciatore nigeriano, di ruolo centrocampista.

## Carriera

### Club
Nella prima parte della stagione 2009 ha giocato, sempre in prestito, al Kuban' di Krasnodar per poi trasferirsi in prestito nella seconda parte di campionato alla Lokomotiv Mosca dove ha disputato soltanto 3 partite senza segnare un gol. Alla fine del prestito ha fatto ritorno al Monaco.
Il 27 febbraio 2010 il giocatore approda all'Alnija Vladikavkaz con la formula del prestito.

### Nazionale
Esordisce con la maglia della sua nazionale nel Mondiale Under-20 del 2005 giocando la sua prima partita contro il Brasile, partita finita 0-0; alla fine del torneo il giocatore conta 7 presenze. Dopo questa competizione partecipa anche alla Coppa d'Africa 2006 arrivando al terzo posto, ai Giochi di Pechino 2008 arrivando al secondo posto e collezionando 5 presenze e infine alla Coppa d'Africa 2010 arrivando terzo e collezionando 2 presenze.. Convocato ai Mondiali di calcio 2010 si fa espellere durante la seconda partita del girone contro la Grecia.

## Palmarès

### Nazionale
- Argento olimpico: 1

Pechino 2008